# Cantó de La Mothe-Saint-Héray
El cantó de La Mothe-Saint-Héray és un cantó francès del departament de Deux-Sèvres, situat al districte de Niort. Té 8 municipis i el cap és La Mothe-Saint-Héray.

## Municipis
- Avon
- Bougon
- Exoudun
- La Couarde
- La Mothe-Saint-Héray
- Pamproux
- Salles
- Soudan

## Història
| Data d'elecció                           | Identitat             | Partit                     | Qualitat |
| ---------------------------------------- | --------------------- | -------------------------- | -------- |
| 1945-1961                                | Edmond Audis          | Divers gauche              |          |
| 1961-1967                                | M. Rousseau           | Divers droite              |          |
| 1967-1973                                | Edmond Audis          | FGDS, després PS           |          |
| 1973-197.                                | Fernand Ecalle        | PS                         |          |
| 197.-1992                                | Pierre Thomas         | Divers droite              |          |
| 1992-1998                                | Ségolène Royal        | PS                         |          |
| 1998-                                    | Jean-Pierre Griffault | Divers droite, després UMP |          |
| les dades anteriors no són pas conegudes |                       |                            |          |
|                                          |                       |                            |          |

## Demografia
| A partir de 1990: Població sense dobles comptes |